# Эйскоф, Джон
Джон Эйскоф (англ. John Ayscough, псевдоним монсеньора Френсиса Бикерстаффа-Дрю — Francis Browning Bickerstaffe-Drew, 11 февраля 1858, Лидс, Йоркшир — 3 июля 1928, 
Солсбери, Уилтшир) — английский писатель и католический священник.

## Биография
Писатель родился в г. Лидсе, в семье англиканского священника Гарри Ллойда Бикерстаффа (Harry Lloyd Bickerstaffe) и его жены Элизабет Брогам Мона Дрю (Elisabeth Mona Brougham Drew). В 20-летнем возрасте, будучи старшекурсником Оксфордского университета, перешел в католичество. В 1884 г. был рукоположен в сан католического священника и служил капелланом в британской армии в течение  тридцати лет. Он был назначен папой Львом XIII в 1891 году Камергером (private Chamberlain), в 1903 г. назначение вновь подтверждено папой Пием X. Был членом Папской Палаты Мальты (Pontifical Chamber of Malta) и был рыцарем Ордена Святого Гроба Господнего Иерусалимского.

## Почетные степени
Бикерстафф-Дрю имел звания почетного доктора  университета Нотр-Дам, Индиана, и университета Маркетт, Милуоки, Вайоминг (оба университета являются католическими). В 1901 году он стал кавалером Креста «За заслуги перед Церковью и Папой».

## Краткая библиография
Джон Эйскоф написал больше 20-ти романов, сборники рассказов, большое количество публицистических статей. На русский язык был переведен в 1914 г. только один исторический роман "Во дни Юлиана Отступника" (Faustula, N. A.D. 340, 1912).